# 道の駅とくのしま
道の駅とくのしま（みちのえき とくのしま）は、鹿児島県大島郡徳之島町にある鹿児島県道80号伊仙亀津徳之島空港線の道の駅である。

## 概要
鹿児島県23番目、奄美群島では奄美市住用町の国道58号沿いにある「道の駅奄美大島住用」に続き2か所目の道の駅である。徳之島の食や伝統文化を体験できる施設のほか、環境省が整備を進める世界遺産センターと併設する。敷地面積は6,832 m2。

## 歴史
- 2024年（令和6年）
  - 2月16日 - 国土交通省より道の駅第60回登録において、「道の駅とくのしま」として登録[1]。
  - 3月19日 - 登録証伝達式が開かれる[7]。
  - 12月21日 - 開所記念式典が開かれる[5]。
  - 12月22日 - 開駅[1][2][3][4][5][6]。

## 施設

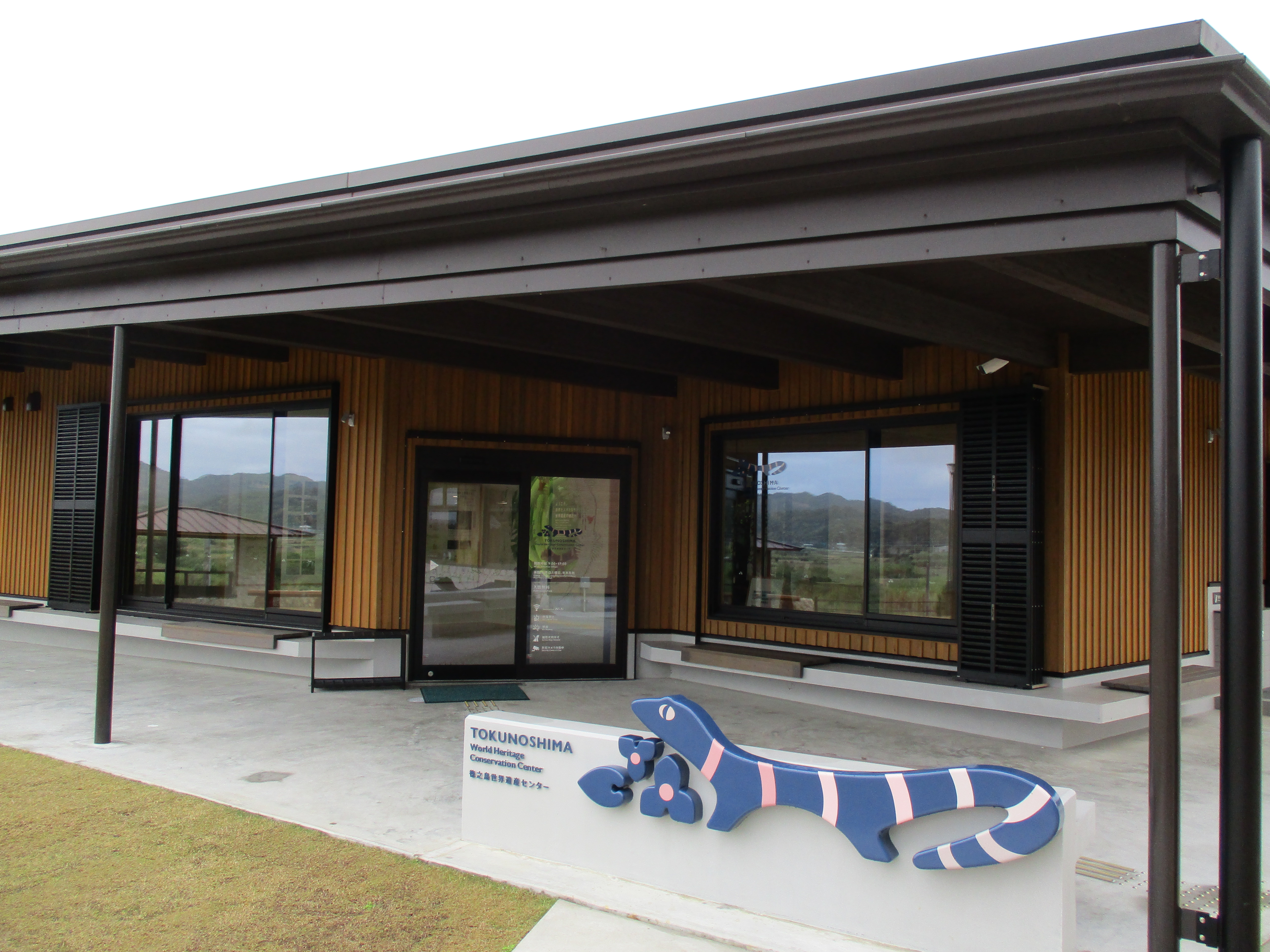
世界遺産センター

- 駐車場 46台
- トイレ 22器
- 情報提供・休憩施設
- 観光案内所
- ベビーコーナー
- 非常用電源
- 貯水槽
- 公衆電話
- 公衆無線LAN
- 物販施設
- 飲食施設
- キッズスペース
- 世界遺産センター
- イベント広場
- バス停

## アクセス
- 鹿児島県道80号伊仙亀津徳之島空港線 - 登録路線